# 흘해 이사금
흘해이사금(訖解泥師今, 249년? 또는 253년? ~ 356년 4월, 재위: 310년 6월 ~ 356년 4월)은 신라의 16대 왕이다. 성은 석씨로 내해 이사금의 손자이고 아버지는 각간 석우로(昔于老), 어머니는 조분 이사금의 딸 명원부인(命元)부인이다. 석우로의 말에 따르면 외모가 매우 훌륭하고, 담력이 있으며 총명하고 민첩하여 일 처리가 보통 사람보다 뛰어났다고 한다.
그러나 우로의 사망 시 갓난아이였던 그가 310년에 즉위해서 356년까지 재위한 것이 논란의 여지가 있다. 다른 이름은 석욱(昔郁)이다.

## 생애
태어난 때는 정확히 알 수 없으나, 삼국사기 석우로 열전에 의하면, 석우로가 죽은 249년 혹은 253년에 갓난아기였다 한다. 이덕일에 의하면 그와 석우로와의 연대 차이가 많이 나서 그의 아들이 아니라 후손일 것이라는 견해도 있다.
석우로가 일본에서 죽을 당시 그가 갓난아기였다면 310년 즉위할 때 흘해의 나이는 61세 혹은 57세가 된다. 혹은 유복자로 보더라도 즉위 당시 나이는 60세 혹은 56세가 된다. 그러나 즉위한 해에 신하들이 논의해 말하기를, “흘해는 비록 어리지만 경험이 많고 나라를 잘 다스릴 덕이 있다"는 말이 나와서 더욱 말이 안 되는 내용이 많이 나온다.
311년 정월 급리(急利)를 아찬으로 임명하였다. 다음해인 312년 왜왕이 혼례를 요청하자, 아찬 급리의 딸을 보냈다. 314년 급리를 이찬으로 임명하였다.
317년 봄과 여름에 크게 가뭄이 들어 죄수들을 심사해 석방하였고, 이듬해 318년에는 지난해 가뭄 피해를 복구하고 농업을 진흥시키기 위해 전국에 백성을 부려 노역시키는 것을 금지했다. 330년 처음으로 벽골지에 물을 대기 시작하였는데, 이 둑의 길이가 1천 8백 보였다.
337년 음력 2월 백제에 사신을 보냈다. 344년 음력 2월 왜왕이 다시 공주와의 혼례를 청하자 이미 결혼하였다는 이유로 거절하였다. 이에 345년 음력 2월 왜왕이 국교를 끊는다는 사신을 보내고, 346년 크게 군사를 내어 금성을 포위했다. 신라군은 금성에서 농성하며 왜군의 식량이 떨어지기를 기다렸다가 왜군의 퇴각 시점에 맞춰 기병을 내어 격퇴하였다.

## 가계
- 조부 : 내해 이사금(奈解泥師)
- 조모 : 석골정의 딸
- 아버지 : 각간 석우로(昔于老)
- 어머니 : 명원부인 석씨(命元夫人 昔氏) - 조분 이사금과 아이혜부인[2]의 딸
  - 왕비 : 공한, 공주의 모후
    - 딸 : 공주
    - 아들 : 석공한(昔功漢)

## 같이 보기
- 고구려
  - 미천왕 (300년 ~ 331년)
  - 고국원왕 (331년 ~ 371년)
- 백제
  - 비류왕 (304년 ~ 344년)
  - 계왕 (344년 ~ 346년)
  - 근초고왕 (346년 ~ 375년)